# Prêmio da Música Brasileira de 2015
O Prêmio da Música Brasileira de 2015 foi a 26ª edição da premiação. A cerimônia de entrega da premiação foi realizada em 10 de junho, no Theatro Municipal do Rio de Janeiro.
A cantora Maria Bethânia, que completava 50 anos de carreira, foi a grande homenageada da noite.

## Categorias

### Canção popular
| Categoria      | Vencedor                                 | Indicados                                                                    |
| -------------- | ---------------------------------------- | ---------------------------------------------------------------------------- |
| Melhor Álbum   | Fernanda Takai — Na Medida do Impossível | - Luciano Salvador Bahia — Abstraia, Baby - Rhaissa Bittar — Matéria Estelar |
| Melhor Cantor  | Johnny Hooker                            | - José Augusto - Luiz Caldas                                                 |
| Melhor Cantora | Roberta Miranda                          | - Carla Gomes - Fernanda Takai                                               |
| Melhor Grupo   | Saulo Duarte e a Unidade                 | - Mustache e os Apaches - Radiolaria                                         |
| Melhor Dupla   | Zezé Di Camargo & Luciano                | - César Menotti & Fabiano - Victor & Leo                                     |

### Especiais
| Categoria                          | Vencedor                                                                             | Indicados |
| ---------------------------------- | ------------------------------------------------------------------------------------ | --- |
| Melhor Álbum em Língua Estrangeira | Vários artistas — The Chico Buarque Experience                                       | - Fábio Jorge — Edith - Far From Alaska — ModeHuman                                                                                               |
| Melhor Álbum Infantil              | Zeca Baleiro — Zoró (bichos esquisitos) Vol.1                                        | - Banda Mirim — 10 Anos: Primeira Cartilha - Caju & Castanha — No Ritmo da Emboladinha                                                            |
| Melhor Álbum Eletrônico            | Donatinho — Zambê                                                                    | - Guga Machado — Mafagafo Jazz - Gui Boratto — Abaporu                                                                                            |
| Melhor Álbum Erudito               | Orquestra Sinfônica do Estado de São Paulo — Villa-Lobos - Sinfonia nº10 - Ameríndia | - Hugo Pilger e Lúcia Barrenechea — Presença de Villa-Lobos - Orquestra Sinfônica do Estado de São Paulo — Prokofiev - Sinfonia n°1, n°2 e Sonhos |
| Melhor Álbum Projeto Especial      | Vários artistas — Dorival Caymmi Centenário                                          | - Alexandre Guerra — Ballet de Azul e Vento - Arrigo Barnabé — De Nada Mais a Algo Além                                                           |
| Melhor DVD                         | Gilberto Gil — Gilberto Sambas Ao Vivo                                               | - Caetano Veloso — Abraçaço - Ney Matogrosso — Atento aos Sinais Vivo                                                                             |

### Regionais
| Categoria      | Vencedor                                            | Indicados                                                                                        |
| -------------- | --------------------------------------------------- | ------------------------------------------------------------------------------------------------ |
| Melhor Álbum   | As Ganhadeiras de Itapuã — As Ganhadeiras de Itapuã | - Carlos Farias e Coral das Lavadeiras — Devoção - Dona Glorinha do Coco — Dona Glorinha do Coco |
| Melhor Cantor  | Alceu Valença                                       | - Luiz Caldas - Mestrinho                                                                        |
| Melhor Cantora | Marlui Miranda                                      | - Anastácia - Dona Glorinha do Coco                                                              |
| Melhor Grupo   | As Ganhadeiras de Itapuã                            | - Carlos Farias e Coral das Lavadeiras - Quinteto Violado                                        |
| Melhor Dupla   | Zé Mulato & Cassiano                                | - César Oliveira & Rogério Melo - Tião Reis & Zé Mineiro                                         |

### Pop/rock/reggae/hip-hop/funk
| Categoria      | Vencedor                                | Indicados |
| -------------- | --------------------------------------- | --- |
| Melhor Álbum   | Ney Matogrosso — Atento aos Sinais Vivo | - Alice Caymmi — Rainha dos Raios - Os Paralamas do Sucesso — Multishow Ao Vivo - Os Paralamas do Sucesso 30 Anos |
| Melhor Cantor  | Ney Matogrosso                          | - Erasmo Carlos - Zeca Baleiro                                                                                    |
| Melhor Cantora | Marisa Monte                            | - Alice Caymmi - Juçara Marçal                                                                                    |
| Melhor Grupo   | Os Paralamas do Sucesso                 | - Nação Zumbi - Skank                                                                                             |

### MPB
| Categoria      | Vencedor                                           | Indicados                                                          |
| -------------- | -------------------------------------------------- | ------------------------------------------------------------------ |
| Melhor Álbum   | Alceu Valença e Orquestra Ouro Preto — Valencianas | - Gilberto Gil — Gilbertos Samba - Mônica Salmaso — Corpo de Baile |
| Melhor Cantor  | Luiz Melodia                                       | - Caetano Veloso - Gilberto Gil                                    |
| Melhor Cantora | Mônica Salmaso                                     | - Leny Andrade - Nina Becker                                       |
| Melhor Grupo   | ZR Trio                                            | - Casuarina - Clube do Balanço                                     |

### Samba
| Categoria      | Vencedor                                      | Indicados                                                                                     |
| -------------- | --------------------------------------------- | --------------------------------------------------------------------------------------------- |
| Melhor Álbum   | Monarco — Passado de Glória - Monarco 80 Anos | - Beth Carvalho — Beth Carvalho - ao Vivo no Parque Madureira - Grupo Semente — Grupo Semente |
| Melhor Cantor  | Arlindo Cruz                                  | - Martinho da Vila - Monarco                                                                  |
| Melhor Cantora | Alcione                                       | - Beth Carvalho - Mariene de Castro                                                           |
| Melhor Grupo   | Grupo Semente                                 | - Demônios da Garoa - Fundo de Quintal                                                        |

### Instrumental
| Categoria      | Vencedor                                       | Indicados                                                                 |
| -------------- | ---------------------------------------------- | ------------------------------------------------------------------------- |
| Melhor Álbum   | Hamilton de Holanda — Hamilton de Holanda Trio | - Duo Assad — O Clássico Violão Popular Brasileiro - Guinga — Roendopinho |
| Melhor Solista | Hamilton de Holanda                            | - Lula Galvão - Toninho Ferragutti                                        |
| Melhor Grupo   | Maogani                                        | - Hamilton de Holanda Trio - Jaques Morelenbaum e Cello Samba Trio        |

### Outros
| Categoria             | Vencedor                                                     | Indicados |
| --------------------- | ------------------------------------------------------------ | --- |
| Melhor Canção         | Mônica Salmaso — Sedutora                                    | - Arrigo Barnabé, Luiz Tatit e Lívia Nestrovski — Ano Bom - Dori Caymmi — Alguma Voz                                 |
| Revelação             | Luiz Guilherme Pozzi                                         | - As Ganhadeiras de Itapuã - Jean Charnaux                                                                           |
| Melhor Projeto Visual | Hardy Design, por Na Medida do Impossível, de Fernanda Takai | - Crama Design Estratégico, por Gigante Gentil, de Erasmo Carlos - Marcus Barão, por Velocia, de Skank               |
| Melhor Arranjador     | Francis Hime, por Navega Ilumina, de Francis Hime            | - Luca Raele, por Corpo de Baile, de Mônica Salmaso - Mario Adnet, por Dorival Caymmi Centenário, de vários artistas |